# باول رينولدز (أمين مكتبة)
باول رينولدز (بالإنجليزية: Paul Reynolds)‏ هو أمين مكتبة نيوزيلندي، ولد في 4 أكتوبر 1949، وتوفي في 23 مايو 2010 بسبب سرطان.